# فرانتیشک اشوچیگ
فرانتیشک اشوچیگ (چکی: František Ševčík; ۱۱ ژانویهٔ ۱۹۴۲ – ۲۲ ژوئیهٔ ۲۰۱۷) بازیکن هاکی روی یخ اهل چکسلواکی بود.